# دنيس ثورمان
دنيس ثورمان (بالإنجليزية: Dennis Thurman)‏ هو لاعب كرة قدم أمريكية أمريكي، ولد في 13 أبريل 1956 في لوس أنجلوس في الولايات المتحدة.

## وصلات خارجية
- دنيس ثورمان على موقع مرجع كرة القدم المحترفة.كوم (الإنجليزية)